# Gai Juli Cornut Tertul
Gai Juli Cornut Tertul (en llatí: Gaius Julius Cornutus Tertullus) va ser un magistrat romà. Portava el cognomen de Cornut, propi d'algunes famílies d'origen plebeu.
Va ser cònsol sufecte l'any 101, juntament amb Plini el jove, que el menciona diverses vegades com a persona de gran mèrit.